# Postosuchus
 Postosuchus  ist eine Gattung ausgestorbener Archosaurier aus der Gruppe der Rauisuchidae aus der Obertrias von Nordamerika.

## Merkmale

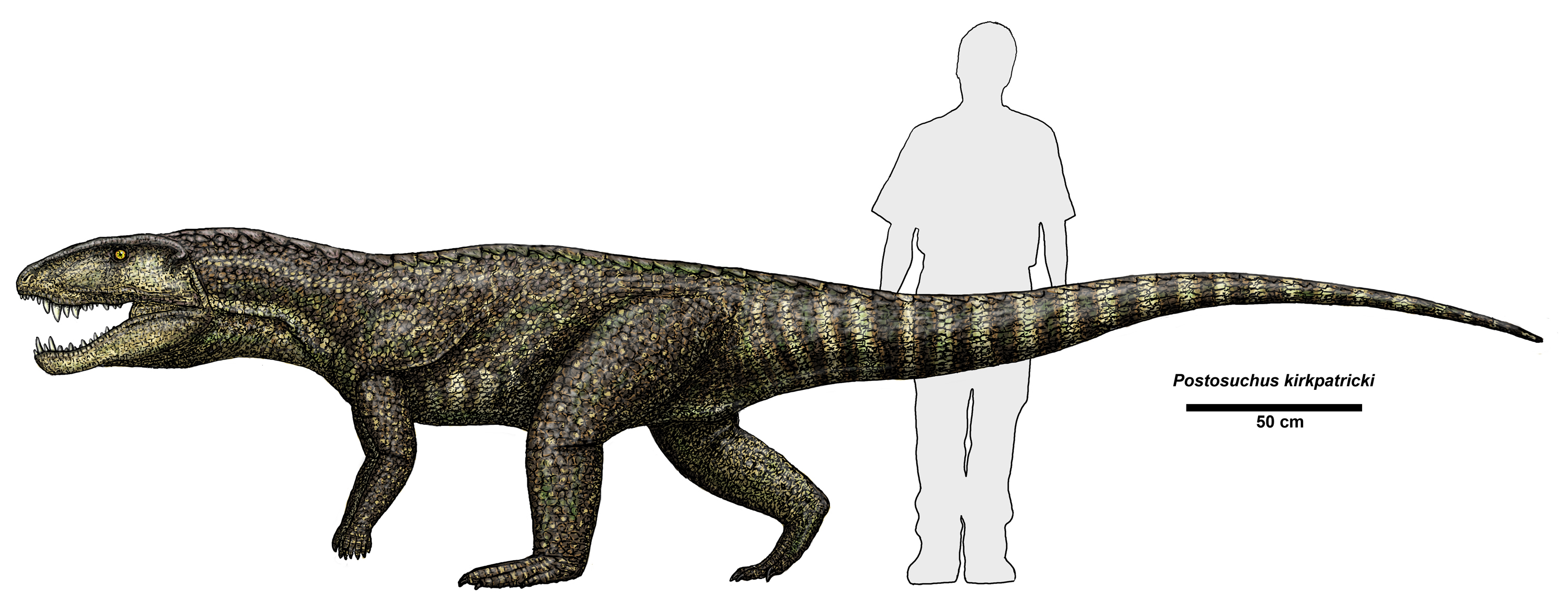
Lebendrekonstruktion und Größenvergleich von P. kirkpatricki

Die bisher gefundenen Postosuchus-Fossilien stammen von zwei bis fünf Meter langen Exemplaren. Alle momentan bekannten Exemplare von Postosuchus haben, verglichen mit anderen Rauisuchiern, verhältnismäßig schlanke Gliedmaßen. Er hatte einen hohen, schmalen, mit starken Kiefern versehenen Schädel, der äußerlich dem der carnivoren Dinosaurier, den Theropoden glich. Die Kiefer waren mit unterschiedlich großen, nach hinten gebogenen Zähnen besetzt. Wie die Theropoden war Postosuchus ein Spitzenprädator seiner Zeit. Von den beiden bisher beschriebenen Arten war der Rücken von Postosuchus alisonae mit Osteodermen bedeckt. Postosuchus hatte längere Hinter- als Vorderbeine. In der Vergangenheit wurde eine quadrupede Fortbewegungsweise wie bei anderen Mitgliedern der Rauisuchidae angenommen. Jüngere Untersuchungen stellen dies jedoch infrage und Postosuchus wird heute zumeist als fakultativ biped rekonstruiert. Die Vorderbeine könnten auch dazu benutzt worden sein, Beute festzuhalten, während Fleischstücke herausgerissen wurden.

## Systematik

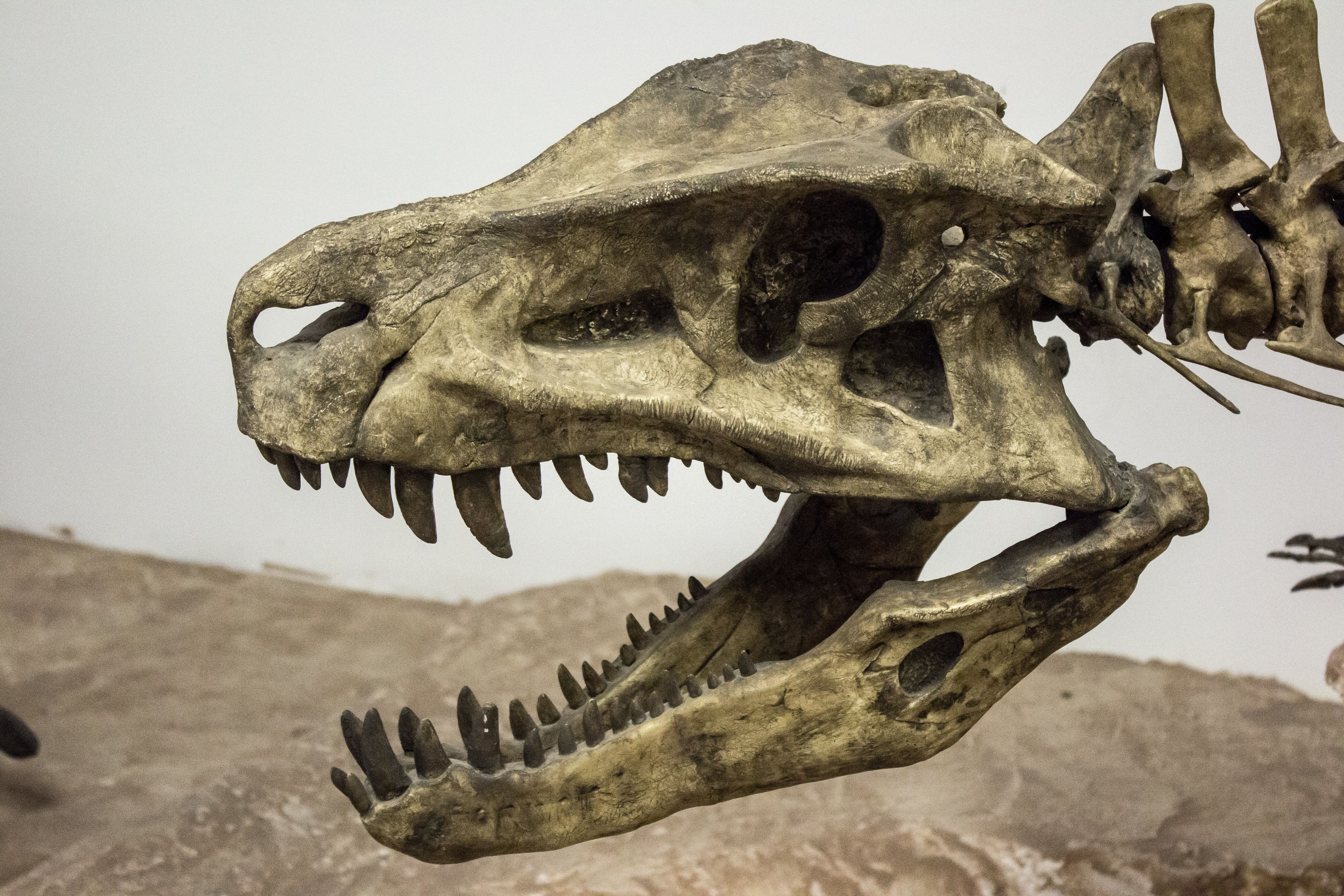
Schädel von Postosuchus

Trotz der oberflächlichen Ähnlichkeit mit Theropoden ist Postosuchus kein Dinosaurier und mit diesen auch nicht nah verwandt. Er gehört vielmehr zur Archosauriergruppe der Crurotarsi, zu der auch die heutigen Krokodile gehören. Dinosaurier sind dagegen Vertreter der Ornithodira. Crurotarsi und Ornithodira unterscheiden sich durch den Bau des Fußgelenks, dessen Gelenklinie bei den Crurotarsi zwischen den Fußwurzelknochen Astragalus und Calcaneus verläuft, sich bei den Ornithodira dagegen unterhalb befindet. Innerhalb der Rauisuchidae ist Postosuchus wahrscheinlich nah mit Arizonasaurus, Chatterjeea und Sillosuchus verwandt.